# Palazzo Premoli
Il palazzo Premoli è un edificio di Crema. Si affaccia su Piazza Premoli e presenta le caratteristiche del barocchetto lombardo.

## Storia
Questa residenza è stata eretta per volontà di Domenico Patrini tra la fine del Seicento e i primi anni del Settecento, demolendo edifici precedenti di proprietà del padre Carlo. I Patrini, famiglia di commercianti e proprietari terrieri attestata a Crema dalla metà del Cinquecento, furono ammessi a far parte del Consiglio Generale che amministrava la città e il territorio per conto della Repubblica di Venezia dalla metà del Seicento, nonostante non potessero vantare titoli nobiliari. Nel 1755 l'ultimo discendente Carlo Patrini, figlio di Domenico e di Lucrezia Benvenuti, scelta la vita monastica nel convento di San Bernardino, lasciò il palazzo al cugino Livio Alessandro 
Benvenuti che poi lo vendette al conte Giulio Premoli per 79.000 lire. I Premoli, documentati a Crema dalla metà del Cinquecento, avevano ottenuto il titolo di Conti Palatini nel 1642 dall'Imperatore, mentre a un altro ramo del casato (oggi spento) era stato conferito il titolo di Marchese di Comazzo da Vittorio Amedeo II di Savoia nel 1683. La piazza su cui oggi si affaccia il palazzo fu creata nel 1855 per volere della famiglia, demolendo il palazzo della famiglia Griffoni Sant'Angelo; in origine era chiamata Piazza Solada, alludendo alla sua pavimentazione. In seguito il palazzo è stato acquistato dalla famiglia Pozzali

## Architettura
La pianta del Palazzo è a «U», tipica del settecento, e non isometrica nei bracci: quello destro è meno sviluppato. La costruzione si presenta imponente e rigorosa, con parametro murario in cotto gentile. È scandita in due piani, la facciata con lievi cornici marcapiano come i palazzi rinascimentali che seguivano le teorie albertiane da cui prendono spunto. Si aprono due lunghe file di finestre con cornici architettoniche poco aggettanti e sono sormontate da cornici architettoniche di diversa tipologia: lineari, con timpani curvilinei in cotto, a linee spezzate, di natura ovale o trapezoidale, con leggere concavità e convessità. Esse sviluppano un ritmo gentile, elegante e isometrico verso la parte centrale e di chiusura laterale, alla fine della facciata stessa. (sinistra e destra con lo stesso motivo). La finestra soprastante l'ingresso principale è diversa e più complessa con stemma del casato. La facciata è dominata da un alto portale marmoreo con lesene modanate ad arco ribassato. Il portale è sovrastato da un balconcino in pietra per enfatizzare l'ornamento e la nobiltà della parte frontale dell'edificio. Sotto il balconcino a colonnette si nota un'aquila, con ali spiegate, simbolo di forza, di potenza e di prosperità . La suddetta presenta il petto ornato da una collana con 33 grani ed un fiocco simbolo e stemma della famiglia Patrini ma con rimandi alla cultura musulmana, la Mispaa. 
Oltre l'ingresso si nota un cancello in ferro battuto al di là del quale è presente un portico a 5 arcate che danno sul cortile. Il primitivo impianto subì alcune modifiche ai primi decenni di questo secolo: il muro verso la piazza venne sostituito da una cancellata in ferro battuto da cui si vede lo scorcio del giardino con un bicentenario Cedro del Libano ed un fianco semplice e austero del palazzo. Sulla sinistra, in fondo al cortile, si trova un edificio ottocentesco dalle forme neogotiche ed una Torre ottocentesca merlata.

### Interni
Sotto il portico ci sono due ingressi laterali incorniciati da elementi decorativi in cotto. A destra si sviluppa uno scalone di rappresentanza a due rampe che sale agli ambienti nobili del primo piano (salone delle feste e cinque sale con finestre d'affaccio sulla piazza), mentre sul lato sinistro si alterna una serie di ambienti sei-settecenteschi (tra cui l'antica sala delle armi con grande camino su cui sono dipinti gli stemmi dei casati) con altri ottocenteschi dalle forme neogotiche. All'interno di questa dimora signorile è stata conservata la boiserie originaria e la decorazione delle sale, che è diversificata a seconda della destinazione d'uso dei locali. Alcune sale sono decorate con elementi vegetali e floreali dai tenui colori pastello, impreziosite da lampadari di Murano; richiami più geometrici e araldici, invece, si trovano affrescati sulle volte delle sale al piano terreno, in alternanza a leggiadre grottesche, nastrini, nuvole e conchiglie che avvolgono putti gioiosi volteggianti nel cielo e animali fantastici.